# Cryptoscatomaseter criddlei
Cryptoscatomaseter criddlei är en skalbaggsart som beskrevs av Brown 1928. Cryptoscatomaseter criddlei ingår i släktet Cryptoscatomaseter och familjen Aphodiidae. Inga underarter finns listade i Catalogue of Life.